# Río Jefferson

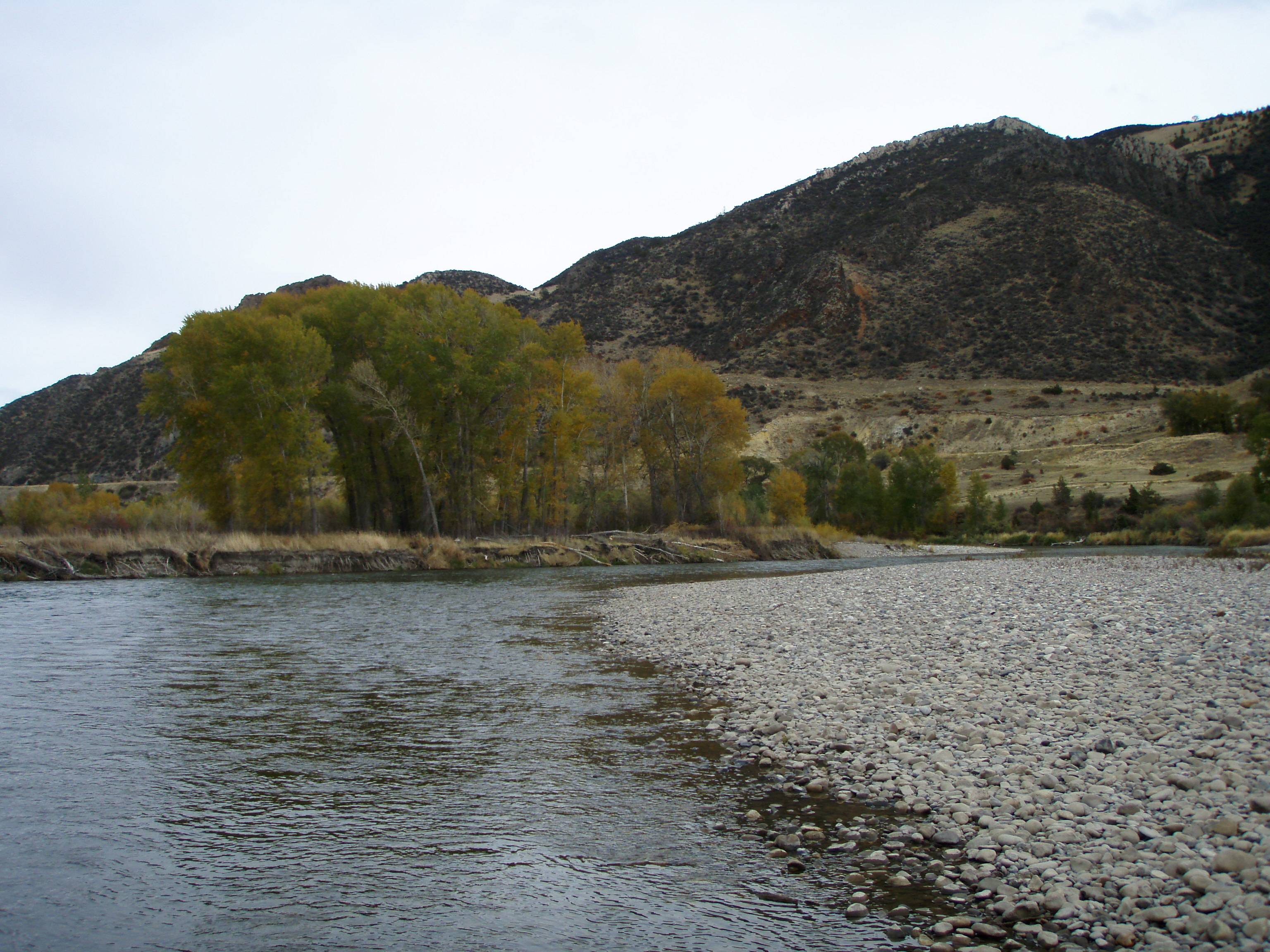
El río Jefferson cerca de Parrot Castle.

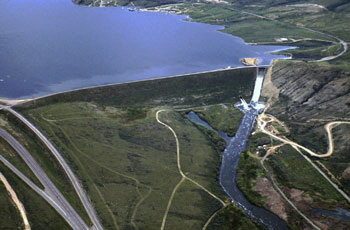
El embalse Clark Canyon, en el río Beaverhead (curso alto del río Jefferson).

El río Jefferson (del inglés: Jefferson River) es un río del noroeste de los Estados Unidos, una de las tres fuentes que confluyen en Three Forks (Montana) para dar nacimiento al río Misuri (juntamente con el río Madison y el río Gallatin). Tiene una longitud de 124 km, aunque con una de sus fuentes, el río Beaverhead, llega hasta los 362 km, convirtiéndose en la fuente más alejada del río Misuri.
Administrativamente, el río discurre íntegramente por el estado de Montana.

## Geografía
El río Jefferson y el río Madison forman en su confluencia el comienzo oficial del río Misuri, en el Parque Estatal de las fuentes del Misuri («Missouri Headwaters State Park»), cerca de Three Forks (en español, tres ramales, u horquillas o ramificaciones). A un kilómetro aguas abajo, por el noreste, el recién nacido río Misuri recibe al río Gallatin. 

### Curso alto del río Jefferson
La fuente más alejada, Brower's Spring, se encuentra alrededor de los 2.700 m, en las montañas Centennial («Centennial Mountains»), en una de las laderas de la cercana montaña Jefferson (3.114 m). El sitio está marcado por un hito de rocas en la fuente del arroyo Hell Roaring, que fluye en el río Red Rock. El arroyo Red Rock nace cerca de la divisoria continental, en el suroeste del condado de Beaverhead, cerca de la frontera entre Montana e Idaho; las aguas de la otra vertiente fluyen hacia el río Henrys Fork, una de las fuentes del río Snake que acabarán en el océano Pacífico. 
El arroyo Red Rock se dirige en el primer tramo en dirección este, discurriendo por la vertiente septentrional de las montañas Centennial, en un valle limitado al norte por la cordillera Gravelly («Gravelly Range»). En este valle el arroyo llega pronto a los lagos Alto y Bajo Red Rock, donde el arroyo cambia su nombre por el de río. En este curso alto ambos lagos y el río forman parte de la Red Rock Lakes Wilderness.
El río Red Rock sigue hacia el Oeste hasta llegar al embalse Lima y luego a la pequeña localidad de Lima (242 hab. en 2000). Aquí el río vira hacia el Noroeste, corriendo por la vertiente nororiental de las montañas Tendoy y siendo acompañado, a partir de aquí, por la Interestatal I-15. Pasa por las pequeñas localidades de Dell, Kid y Red Rock, y luego llega al embalse Clark Canyon (que forma parte del parque «Clark Canyon Reservoir Park»), donde recibe las aguas del arroyo Horse Prairie (uno de cuyos afluentes es el arroyo Trail, que da acceso al paso Lehmi). El embalse, el mayor de su curso, fue construido en 1961-64 y tiene una superficie de agua de 24 km².
A partir del embalse, el río cambia su nombre por el de río Beaverhead. Vira el río hacia el NNE, atravesando un valle muy encajado, en el que pasa por Graying, Dalys y Barretts. Sale después a un amplio valle y llega a Dillon (3.752 hab.), la localidad más importante de su curso, y luego a Twin Bridges (400 hab.), donde recibe a los ríos Ruby (122 km) y Big Hole (246 km). A partir de aquí, da ya nacimiento oficialmente el río Jefferson. El tramo del río Beaverhead tiene una longitud de 130 km.

### Río Jefferson
El río, ya como río Jefferson, sigue el mismo rumbo noroeste, pasando entre las montañas Tobacco Roots, al este, y las montañas Higland, al oeste. Llega a Silver Start, Waterloo, Piedmont, y Whitehall (1.044 hab.), donde recibe por la izquierda dos importantes arroyos: primero, y procedente del oeste, al arroyo Big Pipestone y luego, y procedente del norte, al arroyo Whitehall. Aquí el río Jefferson gira hacia el Este, llegando poco después a Carwell (40 hab.), donde recibe, por la izquierda y también procedente desde el norte al río Boulder (114 km). Sale del amplio valle por un cañón bastante encajado, bordeando el pico London por el norte, para llegar finalmente a Three Forks (1.728 hab.), aproximadamente 45 km al WNW de Bozeman (27.509 hab.). Muy cerca, se une primero al río Madison, formando el río Misuri, y a menos de 1 km aguas abajo, reciben ambas al tercer ramal, al río Gallatin.
El río, a efectos de acceso público con fines recreativos, está considerado como de Clase I desde su origen en la confluencia de los ríos Big Hole y Beaverhead, hasta Three Forks, al convertirse en el río Misuri.

## Historia
La Expedición de Lewis y Clark visitó el lugar el 28 de julio de 1805. Meriwether Lewis en su diario escribió: 

Tanto al capitán C. [lark] y a mi nos correspondía la opinión con respecto [sic] a la impropiedad de llamar a cualquiera de estos [tres] arroyos el Misuri y, en consecuencia, acordamos nombrarlos según el Presidente de los Estados Unidos y los secretarios del Tesoro y de Estado.
Both Capt. C. and myself corresponded in opinon with rispect[sic] to the impropriety of calling either of these [three] streams the Missouri and accordingly agreed to name them after the President of the United States and the Secretaries of the Treasury and state.

Este ramal fue nombrado en honor de Thomas Jefferson, en ese momento presidente de los Estados Unidos.

## La fuente del Misuri
La decisión de Lewis y Clark de no llamar al río Jefferson (llamado así por el presidente Thomas Jefferson) como río Misuri, ha estimulado el debate sobre cuál es el río más largo de Norteamérica, ya que el río Misuri y el río Misisipi son casi idénticos en longitud, aunque el Misuri tradicionalmente ha sido considerado el más largo. Sin embargo, las canalizaciones llevadas a cabo en su curso y los muchos embalsamientos, le han recortado unos 116 km (72 millas) por lo que ahora, a veces, es mencionado como segundo río más largo tras el Misisipi, aunque si el río Jefferson se considerase parte del Misuri, seguiría siendo el más largo.
Cuales son las fuentes del Misuri aún está siendo debatido, pero en última instancia, las dos posibles drenan en el Jefferson. El 12 de agosto de 1805, Lewis dijo que visitó la cabecera del arroyo Trail, cerca del paso Lemhi («Lemhi Pass») justo por encima de la divisoria continental de las Américas, en las montañas Beaverhead en torno a los 2.600 m (8.600 pies), que describió así: 

[...] la fuente más lejana de las aguas del poderoso Misuri en cuya búsqueda hemos pasado tantos arduos días y dislocadas [sic] noches.
[...] the most distant fountain of the waters of the mighty Missouri in surch[sic] of which we have spent so many toilsome days and wristless[sic] nights.
Lewis

Sin embargo, en 1888 Jacob V. Brower, que había defendido convertir las cabeceras del río Misisipi en un parque estatal en Minnesota, visitó otro sitio que hoy se considera la fuente más lejana del río Misuri, llamado ahora en su honor Brower's Spring («fuente de Brower»). Brower publicó su hallazgo en 1896 en The Missouri: Its Utmost Source [El Misuri: su fuente más lejana]. 

## Organizaciones protectoras
- Consejo de Cuenca del Río Jefferson («Jefferson River Watershed Council»). Su misión es coordinar esfuerzos, a través de un espíritu de cooperación e intercambio comunitarios, para mejorar, conservar y proteger los recursos naturales, la calidad de vida y la vitalidad económica de la cuenca del río Jefferson.[5]
- Trucha Ilimitado («Trout Unlimited»). Su misión es conservar, proteger y restaurar la pesca en las aguas frías (coldwater) de Norteamérica y sus cuencas hidrográficas.[6]
- Proyecto de Cuencas Occidentales («Western Watersheds Project»). Su misión es proteger y restaurar las cuencas occidentales y la vida silvestre a través de la educación, las iniciativas de políticas públicas y litigios.[7]
- Acción en ríos de Montana («Montana River Action»). La limpieza de las aguas que fluyen en Montana incumbe al pueblo y son mantenidos en fideicomiso por el Estado, para un medio ambiente saludable y libre de contaminación, garantizados por la Constitución de Montana. La organización tiene la misión de proteger y restaurar los ríos, arroyos y otros cuerpos de agua.[8]